# Cressy (Schiff, 1901)
Die Cressy, auch HMS Cressy, war ein Panzerkreuzer der gleichnamigen Klasse der britischen Marine, der 1901 in Dienst gestellt wurde und 1914, zusammen mit zwei seiner Schwesterschiffe, durch ein deutsches U-Boot versenkt wurde.

## Geschichte
Die Cressy, benannt nach der Schlacht von Crécy im Jahr 1346, wurde am 12. Oktober 1898 von Fairfield Shipbuilders in ihrer Werft in Govan, Schottland, auf Kiel gelegt und lief am 4. Dezember 1899 vom Stapel. Nach Abschluss ihrer Seeerprobung wurde sie am 24. Mai 1901 in Portsmouth in die Flottenreserve überführt. Am 28. Mai 1901 wurde sie von Kapitän Henry Morton Tudor für den Einsatz auf der China-Station in Dienst gestellt, aber ihre Abfahrt verzögerte sich um mehrere Monate, als ihre Ruderanlage kurz nach dem Verlassen des Stützpunkts versagte und sie zurückkehren musste. Anfang Oktober 1901 verließ sie schließlich die Heimatgewässer und traf am 7. November in Colombo und am 16. November in Singapur ein. Von 1907 bis 1909 war sie der Nordamerika- und Westindien-Station zugeteilt und wurde nach ihrer Rückkehr in die Reserve versetzt.
Das Schiff wurde kurz nach Ausbruch des Ersten Weltkriegs im August 1914 dem 7. Kreuzergeschwader zugeteilt. Das Geschwader hatte die Aufgabe, in der südwestlichen Nordsee zu patrouillieren, um eine in Harwich stationierte Einheit von Zerstörern und U-Booten zu unterstützen. Dieses hatte den Auftrag das östliche Ende des Ärmelkanals vor deutschen Kriegsschiffen zu schützten, die versuchten, die Nachschubroute zwischen England und Frankreich anzugreifen. Während des Seegefechts bei Helgoland am 28. August 1914 gehörte das Schiff zum Kreuzergeschwader C, das vor der holländischen Küste in Reserve lag und nicht zum Einsatz kam. Nach der Schlacht befahl Konteradmiral Arthur Christian der Cressy, 165 unverwundete deutsche Überlebende von den schwer beschädigten Schiffen der Harwich Force von Kommodore Reginald Tyrwhitt an Bord zu nehmen. In Begleitung ihrer Schwester Bacchante fuhr sie zur Nore, um die Gefangenen zu überstellen.
Am Morgen des 22. September befanden sich die Cressy und ihre Schwestern Aboukir und Hogue auf Patrouille ohne begleitende Zerstörer, da diese gezwungen waren, vor dem schlechten Wetter Schutz zu suchen. Die drei Schwestern fuhren mit einer Geschwindigkeit von 10 Knoten (19 km/h) in einem Abstand von etwa 1.800 m nebeneinander. Sie rechneten nicht mit einem U-Boot-Angriff, hatten aber Ausgucke postiert und auf jeder Seite ein Geschütz bemannt, um ein eventuell gesichtetes U-Boot anzugreifen. Das Wetter hatte sich an diesem Morgen beruhigt, und Tyrwhitt war auf dem Weg, die Kreuzer mit acht Zerstörern zu verstärken.

Gefechtsverlauf

U 9 unter dem Kommando von Kapitänleutnant Otto Weddigen hatte den Befehl erhalten, britische Transporte bei Ostende anzugreifen, war aber gezwungen gewesen, abzutauchen und sich vor dem Sturm zu schützen. Als U 9 auftauchte, entdeckte es die britischen Schiffe und ging zum Angriff über. Um 06:20 Uhr feuerte die Mannschaft einen Torpedo auf die Aboukir ab, der sie an der Steuerbordseite traf. Der Kapitän des Schiffes dachte, er hätte eine Mine gerammt, und befahl den beiden anderen Schiffen, sich zu nähern, um seine Verwundeten zu übernehmen. Die Aboukir begann schnell zu krängen und kenterte um 06:55 Uhr, obwohl sie durch Gegenfluten von Abteilungen auf der gegenüberliegenden Seite wieder aufgerichtet werden konnte. Als die Hogue ihrer sinkenden Schwester zur Hilfe eilte, erkannte ihr Kapitän Wilmot Nicholson, dass es sich um einen U-Boot-Angriff handelte, und gab der Cressy das Signal, nach einem Periskop Ausschau zu halten, während sich sein Schiff weiter der Aboukir näherte und die Besatzung alles über Bord warf, was schwimmen konnte, um den Überlebenden im Wasser zu helfen. Nachdem die Hogue gestoppt und alle Boote zu Wasser gelassen hatte, wurde sie gegen 06:55 Uhr von zwei Torpedos getroffen. Der plötzliche Gewichtsverlust der beiden Torpedos ließ U 9 auftauchen, und die Kanoniere der Hogue eröffneten erfolglos das Feuer, bevor das U-Boot wieder abtauchen konnte. Der Kreuzer kenterte etwa zehn Minuten nach dem Torpedoangriff und sank um 07:15 Uhr.
Die Cressy versuchte, das U-Boot zu rammen, hatte aber keinen Erfolg und setzte ihre Rettungsbemühungen fort, bis auch sie um 07:20 Uhr torpediert wurde. Weddigen hatte zwei Torpedos aus seinen Heckrohren abgefeuert, aber nur einen Treffer erzielt. U-9 musste manövrieren, um ihren Bug mit dem letzten Torpedo auszurichten, und feuerte ihn um 07:30 Uhr aus einer Entfernung von etwa 550 m ab. Der Torpedo schlug auf der Backbordseite ein und riss mehrere Kessel auf, wodurch die Männer in der Abteilung verbrüht wurden. Wie ihre Schwestern bekam auch die Cressy einen schweren Schlag und kenterte, bevor sie um 07:55 Uhr sank. Mehrere holländische Schiffe begannen um 08:30 Uhr mit der Rettung von Überlebenden und wurden von britischen Fischtrawlern unterstützt, bevor Tyrwhitt und seine Schiffe um 10:45 Uhr eintrafen. Von allen drei Schiffen wurden 837 Menschen gerettet, 62 Offiziere und 1.397 Mannschaftsmitglieder verloren ihr Leben, 560 von ihnen waren von der Cressy.